# Clan Nanbu
Il clan Nanbu (南部氏?, Nanbu-shi) fu un clan giapponese che governò gran parte a nord della regione di Tōhoku per oltre 700 anni, dallo shogunato Kamakura fino al rinnovamento Meiji.
Il clan dichiarava di discendere dallo Seiwa Genji della provincia di Kai dov'erano imparentati con il clan Takeda. Il clan si spostò dalla provincia di Kai a quella di Mutsu all'inizio del periodo Muromachi e furono confermati come daimyō del dominio di Morioka dallo shogunato Tokugawa all'inizio del periodo Edo.
Furono in costante conflitto con il clan Ōura il quale era precedentemente servitore dei Nanbu.
Durante la guerra Boshin (1868-69) il clan Nanbu si schierò con il Ōuetsu Reppan Dōmei supportando così il regime Tokugawa. Con la restaurazione Meiji e l'abolizione del sistema han i Nanbu videro le loro terre confiscate e l'ultimo daimyō del clan venne nominato Conte con il nuovo sistema ereditario di nobiltà Kazoku.
La linea principale del clan sopravvive ancora ai giorni odierni; Toshiaki Nanbu serve come sacerdote al santuario Yasukuni.

## Origini
Il clan Nanbu affermava di discendere dallo Seiwa Genji della provincia di Kai. La provincia di Kai fu assegnata a Minamoto no Yoshimitsu dopo la guerra di Gosannen e suo pronipote Nobuyoshi prese il cognome Takeda. Un altro suo nipote, Mitsuyuki, prese il cognome "Nanbu" dopo che gli furono assegnate delle proprietà nella provincia di Kai che ora sono parte della città di Nanbu (Yamanashi). Nanbu Mitsuyuki si unì a Minamoto Yoritomo nella battaglia di Ishibashiyama, servì con diverse funzioni di media importanza all'interno dello shogunato Kamakura e viene citato più volte nell'Azuma Kagami. Fu al fianco di Yoritomo nella conquista di Hiraizumi Fujiwara nel 1189 e gli furono assegnati vasti possedimenti nel distretto di Nukanobu, estremo nord-est dell'Honshū, dove costruì il castello di Shōjujidate in quella che oggi la città di Nanbu (Aomori). La zona era ricca di ranch e cavalli e i Nanbu crebbero in fretta ricchi e potenti tramite la vendita di cavalli da guerra. Questi ranch furono fortificati, numerati da uno a nove, e assegnati ai sei figli di Nanbu Mitsuyuki, creando così i sei rami principali del clan Nanbu.
Durante il periodo Nanboku-chō, dopo la caduta dello shogunate Kamakura nel 1333, Nanbu Motoyuki accompagnò Kitabatake Akiie a nord quando fu nominato comandante in capo della difesa del Nord e Shugo della provincia di Mutsu. Nanbu Motoyuki costruì il castello di Ne, che doveva essere un centro per l'amministrazione del governo imperiale nella zona. Questo segnò ufficialmente il trasferimento del clan Nanbu dalla provincia di Kai a quella di Mutsu. Nanbu Motoyuki giurò fedeltà alla Corte del Sud; tuttavia, allo stesso tempo, un altro ramo della stessa famiglia Nanbu che governava le vicine aree di Sannohe e Morioka giurò fedeltà alla Corte del Nord. I due rami del clan fecero pace nel 1393.

## Periodo Sengoku

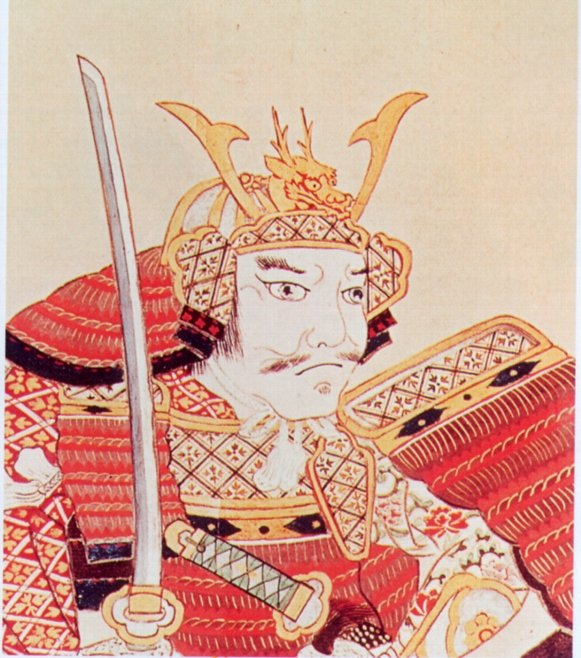
Nanbu Nobunao, capo del clan Nanbu durante il periodo Azuchi-Momoyama

Sebbene il clan Nanbu, al tempo comandato dal XXIV capo Nanbu Harumasa, controllasse sette distretti della provincia nord di Mutsu (Nukanobu, Hei, Kazuno, Kuji, Iwate, Shiwa e Tōno), esso era perlopiù formato da vari rami che vantavano una certa indipendenza senza controllo centrale.
Questa debolezza fu sfruttata dal clan Ōura, un ramo cadetto dei Nanbu che successivamente cambiò il nome in clan Tsugaru, che si ribellò nel 1572. Ōura Tamenobu era vice-magistrato di distretto sotto il magistrato locale Ishikawa Takanobu del clan Nanbu; attaccò e uccise Ishikawa e iniziò a conquistare i castelli del clan Nanbu. Tamenobu attaccò anche Kitabatake Akimura (un'altra figura che godeva localmente di un certo potere) e conquistò il castello di Namioka. La lotta tra il clan Ōura ed il clan Nanbu, iniziata con Nanbu Nobunao, continuò per i due secoli successivi. Nel 1590, Tamenobu giurò fedeltà a Toyotomi Hideyoshi; Hideyoshi confermò i feudi di Tamenobu, rendendolo definitivamente indipendente dal clan Nanbu. Poiché il feudo di Tamenobu si trovava nella regione di Tsugaru sulla punta nord-occidentale dell'Honshū il clan Ōura cambiò il suo nome in "Tsugaru".
Dopo la morte di Nanbu Harumasa nel 1582, il clan si divise in diverse fazioni in lotta tra loro. Nel 1590, la fazione di Sannohe guidata da Nanbu Nobunao organizzò una coalizione con la maggior parte dei rami del clan Nambu e promise fedeltà a Toyotomi Hideyoshi durante l'assedio di Odawara. In cambio egli fu riconosciuto come capo del clan Nanbu e confermato come daimyō delle sue terre (ad eccezione di Tsugaru). Tuttavia, Kunohe Masazane, il quale riteneva di avere più diritto a essere eletto capo del clan, iniziò una ribellione. La ribellione di Kunohe fu rapidamente soppressa e Hideyoshi ricompensò i Nanbu per la perdita di Tsugaru con l'aggiunta dei distretti di Hienuki e Waga. Nanbu Nobunao trasferì la sua roccaforte dal castello di Sannohe alla posizione più centrale del castello di Morioka nel 1592.

## Periodo Edo

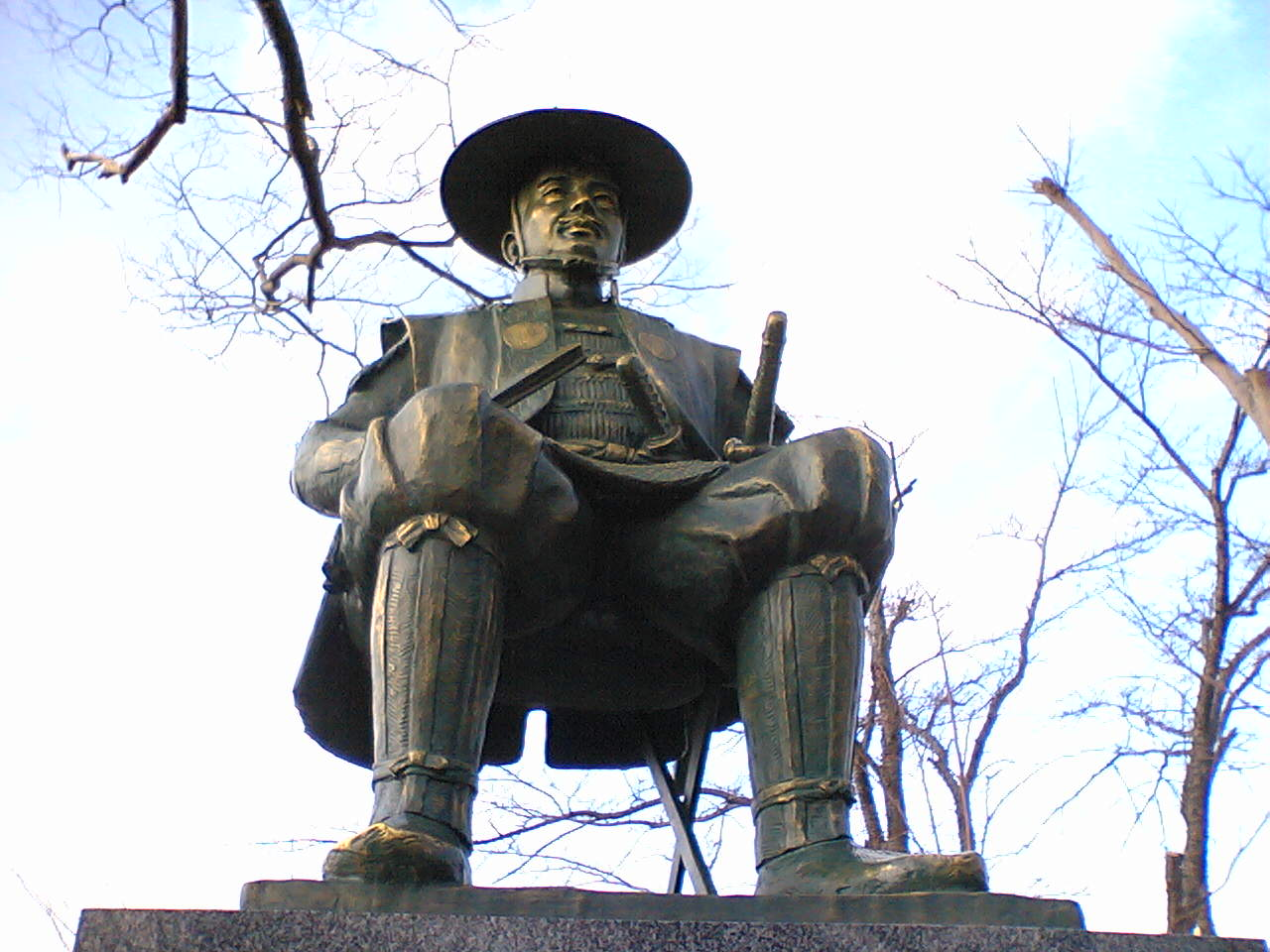
Nanbu Naofusa, primo daimyō di Hachinohe

Il clan Nanbu si alleò all'esercito orientale di Tokugawa Ieyasu durante la battaglia di Sekigahara. A seguito della vittoria di Ieyasu il clan Nanbu fu confermato nel dominio di Morioka (盛岡藩 Morioka-han) (noto anche come dominio di Nanbu (南部藩 Nanbu-han). Il valore del dominio era ufficialmente 100.000 koku, ma più tardi nel periodo Edo fu raddoppiato. Il clan Nanbu mantenne le sue terre per l'intero periodo Edo e sopravvisse fino alla restaurazione Meiji. Durante il periodo Edo furono fondati due nuovi rami del clan Nanbu, uno a Hachinohe e l'altro a Shichinohe. Nel 1821, le vecchie tensioni tra Nanbu e Tsugaru si risvegliarono ancora una volta sulla scia dell'incidente di Sōma Daisaku (相馬大作事件 Sōma Daisaku jiken), una complotto fallito di Sōma Daisaku, vecchio servitore del clan Nanbu, per assassinare il capo degli Tsugaru. I territori del clan Nanbu furono tra quelli colpiti dalla carestia dell'era Tenpo della metà degli anni trenta.
Come a molti altri domini del Honshū settentrionale, al dominio di Morioka fu assegnato dallo shogunate il compito di polizia della regione di frontiera di Ezochi (oggi Hokkaidō). Il primo incontro diretto del clan con degli stranieri avvenne alla fine del XVI secolo, quando una nave olandese, i Breskens, arrivò nel territorio dei Nanbu. Un gruppo di marinai che era partito dalla nave fu catturato dalle autorità locali e portato a Edo.
Durante il corso della storia, soprattutto nel periodo Edo, numerosi servitori del clan Nanbu divennero famosi a livello nazionale. Sado Narayama, un anziano del clan (karō) che fu attivo durante la guerra Boshin, fu uno di loro; era responsabile dell'attività politica e dell'interazione del clan Nanbu con i domini vicini. Hara Takashi, che divenne in seguito primo ministro del Giappone, fu un'altra figura di spicco del clan Nanbu. Alcune figure della politica Giapponese del XX secolo provenivano anche da varie famiglie di servitori dei Nanbu; forse i più noti furono Seishirō Itagaki e Hideki Tōjō.

### Guerra Boshin
Durante la guerra Boshin del 1868-69, il clan Nanbu inizialmente tentò di rimanere neutrale. Tuttavia, sotto la guida di Nanbu Toshihisa e del karō Sado Narayama il clan entrò a far parte dell'alleanza Ōuetsu Reppan Dōmei che sosteneva lo shogunato. Il 23 settembre 1868 le truppe del clan Nanbu si unirono nell'attacco al dominio di Akita, che aveva diviso dall'alleanza e si era alleato al governo imperiale. Dal 7 ottobre le truppe dei Nanbu conquistarono Ōdate, uno dei castelli del dominio di Akita. Tuttavia, a causa del crollo e dello sfaldarsi dell'alleanza, il clan Nanbu si arrese all'esercito imperiale il 29 ottobre 1868. Dopo la guerra le terre del clan Nanbu furono drasticamente ridotte dal governo imperiale come punizione per aver attaccato l'alleanza settentrionale. Mentre i domini di Hachinohe e Shichinohe sopravvissero intatti, una vasta area di quella che è ora a nord-est della prefettura di Aomori fu assegnata per il reinsediamento per gli ex samurai del dominio di Aizu. I Nanbu furono brevemente espulsi da Morioka, e gli furono assegnati nuovi terreni che circondavano il vacante castello di Shiroishi prima di riavere il permesso di tornare a Morioka pochi mesi dopo. Due anni dopo la guerra, come con tutti gli altri daimyō, i capi di tutti e tre i rami del clan Nanbu furono rimossi con l'Abolizione del sistema han.

## Periodo Meiji e anni recenti

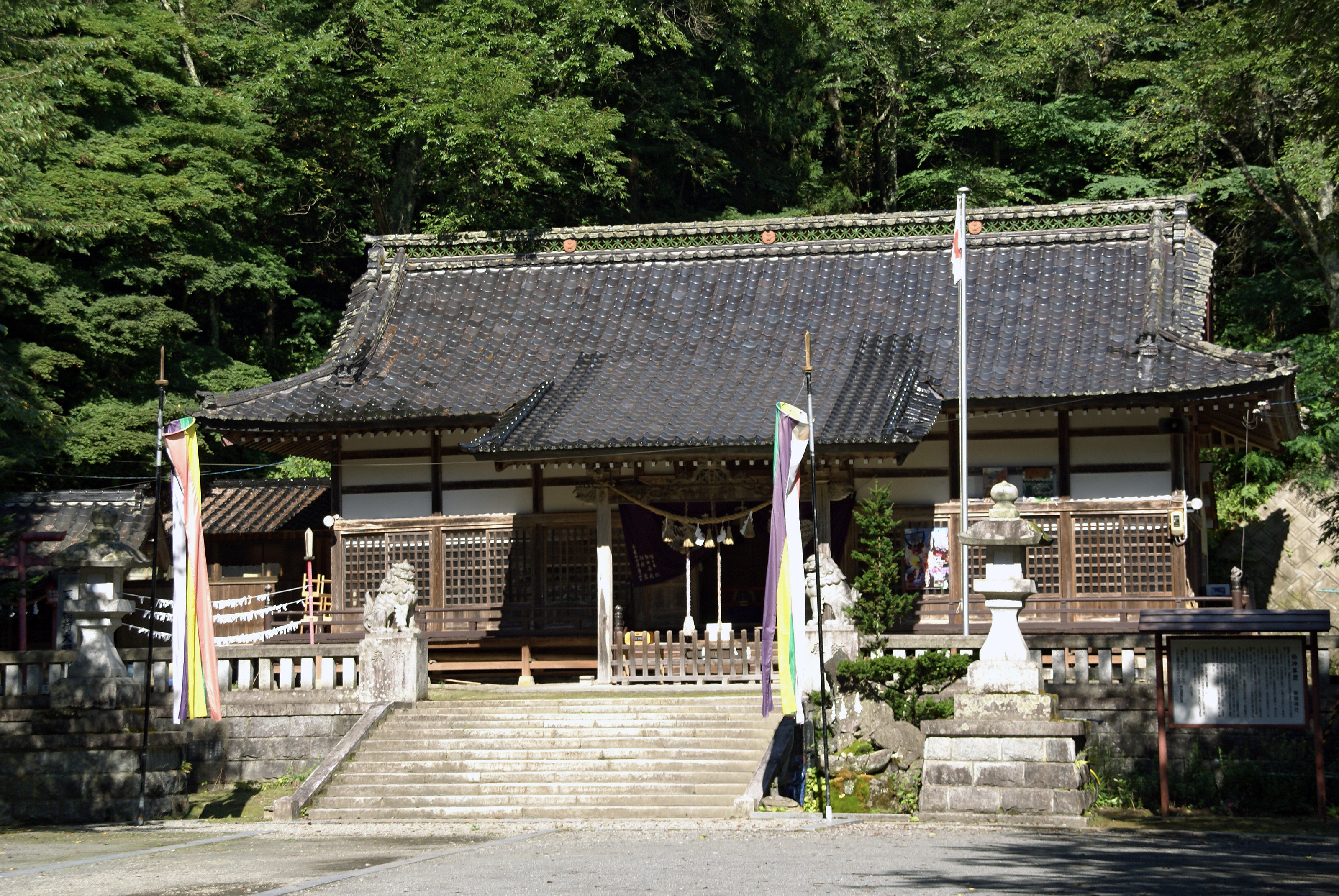
Santuario di Nanbu, dove riposano gli antenati del Nanbu clan

All'inizio del rinnovamento Meiji il daymio del ramo principale dei Nanbu prese il titolo di conte (hakushaku) nel nuovo sistema kazoku. I Nanbu di Hachinohe e Shichinohe presero il titolo di visconti (shishaku). Il conte Nanbu Toshinaga, XXXXII capo del clan Nanbu fu ufficiale dell'esercito Giapponese e morì in battaglia durante la guerra russo-giapponese. Gli succedette il fratello Nanbu Toshiatsu; Toshiatsu era propenso allo studio delle arti e studiò pittura presso Kuroda Seiki. L'erede di Toshiatsu, Toshisada, morì all'età di 18 anni, così Toshiatsu adottò Toshihide Ichijō, suo genero, come erede. Toshihide era figlio di Duke Ichijō Saneteru, ex nobile di corte.. Dopo l'adozione, Toshihide assunse il cognome Nanbu e, dopo la morte di Toshiatsu, divenne XXXXIV capo dei Nanbu. Sua moglie fu Mizuko Nanbu, una figura importante nelle donne scout del Giappone. Dopo la morte di Toshihide nel 1980, suo figlio Toshiaki divenne XXXXV capo del clan. Dal 2004 al 2009, Toshaiki è stato sacerdote capo del santuario Yasukuni. L'attuale e XXXXVI capo del clan è Toshifumi Nanbu, nato nel 1970.

## Capi del clan Nanbu
- Nanbu Mitsuyuki (南部光行? 1165-1236 fondatore del clan)
- Nanbu Yasunubu (南部安信? 1493-1541 XXIII capo del clan)
- Nanbu Harumasa (南部晴政? 1517-1582 XXIV)
- Nanbu Harutsugu (南部晴継? 1570-1582 XXV)
- Nanbu Nobunao (南部信直? 1546-1599 XXVI)
- Nanbu Toshinao (南部利直? 1576-1632 XXVII)
- Nanbu Shigenao (南部重直? 1606-1664 XXVIII)
- Nanbu Shigenobu (XXIX)
- Nanbu Yukinobu (XXX)
- Nanbu Nobuoki (XXXI)
- Nanbu Toshimoto (XXXII)
- Nanbu Toshimi (XXXIII)
- Nanbu Toshikatsu (XXXIV)
- Nanbu Toshimasa (XXXV)
- Nanbu Toshinori (XXXVI)
- Nanbu Toshimochi (XXXVII)
- Nanbu Toshitada (XXXVIII)
- Nanbu Toshiyoshi (XXXIX)
- Nanbu Toshihisa (XXXX)
- Nanbu Toshiyuki (XXXXI)